# Chordodes
Chordodes är ett släkte av tagelmaskar. Chordodes ingår i familjen Chordodidae.
Släktet Chordodes indelas i:
- Chordodes aethiopicus
- Chordodes africanus
- Chordodes ambonensis
- Chordodes annandalei
- Chordodes annulatus
- Chordodes anthophorus
- Chordodes aquaeductus
- Chordodes balzani
- Chordodes baramensis
- Chordodes bouvieri
- Chordodes brasiliensis
- Chordodes brevipilus
- Chordodes caledoniensis
- Chordodes cameranonis
- Chordodes capensis
- Chordodes capillatus
- Chordodes carioca
- Chordodes carmelitanus
- Chordodes compressus
- Chordodes congolensis
- Chordodes corderoi
- Chordodes cornuta
- Chordodes cubanensis
- Chordodes curvicillatus
- Chordodes delmae
- Chordodes devius
- Chordodes ferganensis
- Chordodes ferox
- Chordodes festae
- Chordodes fukuii
- Chordodes furnessi
- Chordodes guineensis
- Chordodes hamatus
- Chordodes hawkeri
- Chordodes ibembensis
- Chordodes insidiator
- Chordodes jandae
- Chordodes japonensis
- Chordodes kivuensis
- Chordodes kolensis
- Chordodes koreensis
- Chordodes lenti
- Chordodes ligasiensis
- Chordodes liguligerus
- Chordodes maculatus
- Chordodes madagascariensis
- Chordodes matensis
- Chordodes mobensis
- Chordodes modiglianii
- Chordodes montgomeryi
- Chordodes moraisi
- Chordodes morgani
- Chordodes moutoni
- Chordodes nietoi
- Chordodes ornatus
- Chordodes parasitus
- Chordodes peraccae
- Chordodes pilosus
- Chordodes pollonerae
- Chordodes polytuberculatus
- Chordodes queenslandi
- Chordodes shipleyi
- Chordodes siamensis
- Chordodes silvestri
- Chordodes skoritowi
- Chordodes staviarskii
- Chordodes tenodarae
- Chordodes tuberculatus
- Chordodes undulatus
- Chordodes wangi
- Chordodes variopapillatus